# Natrozippeit
Natrozippeit (auch Natrium-Zippeit) ist ein eher selten vorkommendes Mineral aus der Mineralklasse der Sulfate, Selenate, Tellurate, Chromate, Molybdate und Wolframate (ehemals Sulfate, Chromate, Molybdate und Wolframate).
Es kristallisiert im orthorhombischen Kristallsystem mit der chemischen Zusammensetzung Na4(UO2)6(SO4)3(OH)10·4H2O.
Natrozippeit entwickelt nur winzige Kristalle bis etwa 0,1 Millimeter Durchmesser mit rhombischem, länglichem- und dünntafeligem Habitus. Es besteht meist aus ineinander verwachsenen Plättchen, wurmförmigen oder pulverförmigen Mineral-Aggregaten und kommt auch in Form körniger und krustiger Überzüge vor. Die zitronengelben, gelblich-orangen, selten auch grünlich-gelben Kristalle sind durchscheinend mit matten Kristallflächen. Auf der Strichtafel hinterlässt Natrozippeit einen gelben Strich.

## Abgrenzung
Zippeit steht als eines der sechs Mineralien der Zippeitgruppe 7.EC.05 in der 9. Auflage der Strunz’schen Mineralsystematik, wird aber meist irrtümlich verallgemeinert.

## Etymologie und Geschichte
Natrozippeit wurde zu Ehren des böhmischen Naturwissenschaftlers Franz Xaver Zippe nach diesem benannt und ergibt sich auch aus seiner chemischen Zusammensetzung.
Der Name Zippeit wurde erstmals 1845 von Haidinger für ein erdiges, gelbes Uranylsulfat aus Jáchymov (deutsch Sankt Joachimsthal) in Tschechien benannt, welches aber bereits von John 1821 beschrieben wurde. Erst genauere Untersuchungen Clifford Frondels 1976 gaben genaueren Aufschluss über die chemische Zusammensetzung und Besetzung der Zippeitgruppe, so dass alle Erwähnungen in der Literatur vor diesem Zeitpunkt sehr unspezifisch sind oder sogar nur dem Aussehen nach dieser zugeordnet wurden.

## Klassifikation
In der veralteten, aber teilweise noch gebräuchlichen 8. Auflage der Mineralsystematik nach Strunz gehörte der Natrozippeit zur gemeinsamen Mineralklasse der „Sulfate, Selenate, Tellurate, Chromate, Molybdate und Wolframate“ und dort zur Abteilung der „Wasserhaltigen Sulfate mit fremden Anionen“ wo er zusammen mit Cobaltzippeit, Jáchymovit, Uranopilit, Magnesiozippeit, Marécottit, Metauranopilit, Nickelzippeit, Rabejacit, Zinkzippeit und Zippeit die Uranopilit-Gruppe VI/D.20 bildete.
Die seit 2001 gültige und von der International Mineralogical Association (IMA) verwendete 9. Auflage der Strunz’schen Mineralsystematik ordnet den Natrozippeit in die Klasse der „Sulfate, Selenate, Tellurate, Chromate, Molybdate und Wolframate“ ein, dort allerdings in die Abteilung der „Uranylsulfate“. Diese ist weiter unterteilt, so dass das Mineral entsprechend seiner Zusammensetzung in der Unterabteilung „Mit mittelgroßen und großen Kationen“ zu finden ist, wo es sich als Mitglied der Gruppe 7.EC.05 mit dem Cobaltzippeit, Magnesiozippeit, Nickelzippeit, Zinkzippeit und Zippeit befindet.
Die vorwiegend im englischen Sprachraum gebräuchliche Systematik der Minerale nach Dana ordnet den Natrozippeit in die Klasse der „Sulfate, Chromate und Molybdate“ und dort in die Abteilung der „Wasserhaltige Sulfate mit Hydroxyl oder Halogen“ ein. Hier ist er als  Mitglied in der Zippeitgruppe innerhalb der Unterabteilung „Verschiedene wasserhaltige Sulfate mit Hydroxyl oder Halogen“ zu finden.

## Kristallstruktur
Natrozippeit kristallisiert orthorhombisch in noch undefinierter Raumgruppe mit den Gitterparametern a = 8,82 Å, b = 17,12 Å  und c = 7,32 Å.

## Eigenschaften
Durch seinen Urangehalt von bis zu 58,1 % ist das Mineral sehr stark radioaktiv. Unter Berücksichtigung der Mengenanteile der radioaktiven Elemente in der idealisierten Summenformel sowie der Folgezerfälle der natürlichen Zerfallsreihen wird für das Mineral eine spezifische Aktivität von 103,98 kBq/g  angegeben (zum Vergleich: natürliches Kalium 31,2 Bq/g). Der zitierte Wert kann je nach Mineralgehalt und Zusammensetzung der Stufen deutlich abweichen, auch sind selektive An- oder Abreicherungen der radioaktiven Zerfallsprodukte möglich und ändern die Aktivität.
Natrozippeit ist in Säuren gut löslich und zeigt unter UV-Licht eine gelbe Fluoreszenz.

## Modifikationen und Varietäten
Natrozippeit mit der chemischen Zusammensetzung Na5(UO2)8(SO4)4O5(OH)3·12H2O ist eine Modifikation mit der Mohshärte 5 - 5,5 und kristallisiert im monoklinen Kristallsystem.
P. C. Burns et al. stellte diese synthetisch dar um dessen chemische Struktur und Kristallchemie zu untersuchen.

## Bildung und Fundorte
Natrozippeit bildet sich als Sekundärmineral in Oxidationszonen von Uranlagerstätten.
Begleitminerale sind unter anderem Andersonit, Uranopilit, Johannit, Schröckingerit und anderen Vertretern der „Zippeit-Gruppe“.
Seine Typlokalität befindet sich in der Happy Jack Mine, White Canyon, Utah, USA.
Weitere bisher bekannte Fundorte sind Geevor Mine bei  St.Just in England, Rožná, Jáchymov und in Jánská žíla bei Příbram in der Tschechischen Republik und  La Creusaz in der Schweiz.

## Vorsichtsmaßnahmen
Aufgrund der Toxizität und der starken Radioaktivität des Minerals sollten Mineralproben vom Natrozippeit nur in staub- und strahlungsdichten Behältern, vor allem aber niemals in Wohn-, Schlaf- und Arbeitsräumen aufbewahrt werden. Ebenso sollte eine Aufnahme in den Körper (Inkorporation, Ingestion) auf jeden Fall verhindert und zur Sicherheit direkter Körperkontakt vermieden sowie beim Umgang mit dem Mineral Atemschutzmaske und Handschuhe getragen werden.